# Naturpark Harz (Niedersachsen)

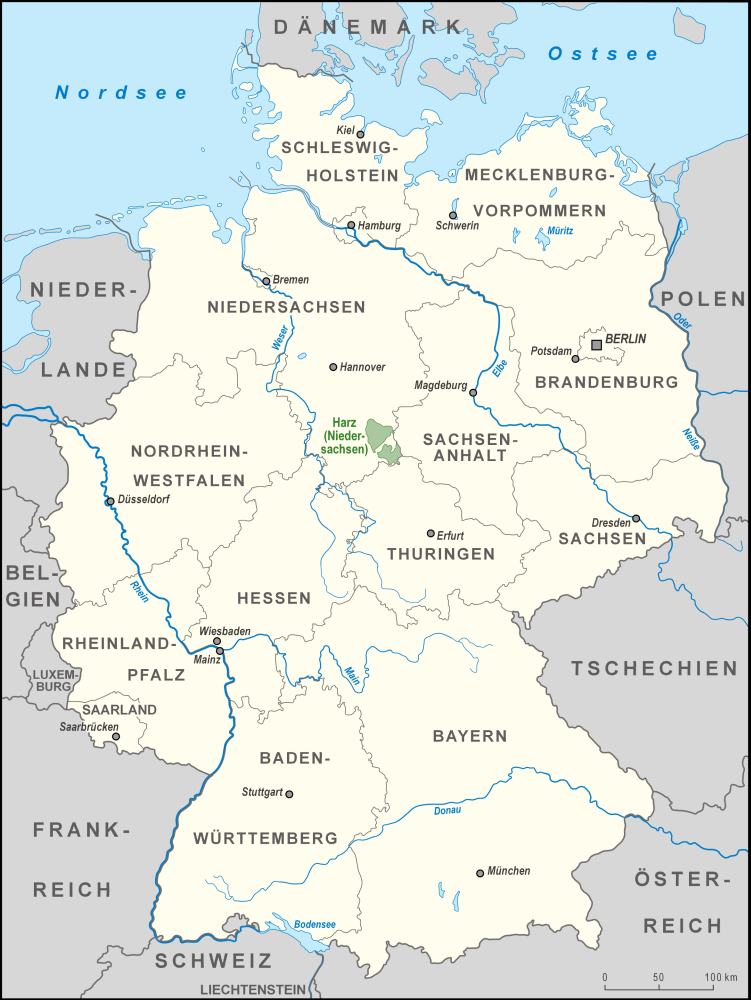
Lage des
Naturparks Harz (Niedersachsen)

Der Naturpark Harz (Niedersachsen) liegt in Südniedersachsen in den Landkreisen Goslar und Göttingen (ehemals Osterode am Harz). Der im Harz gelegene Naturpark wurde 1960 gegründet und ist rund 790 km² groß. Träger ist der HARZVERBAND e. V. (ehemals Regionalverband Harz). Der Naturpark ist nicht zu verwechseln mit dem deutlich kleineren ehemaligen Nationalpark Harz (Niedersachsen), der 2006 mit dem Nationalpark Harz (Sachsen-Anhalt) zum Nationalpark Harz vereinigt wurde.
Der Naturpark enthält den Oberharz ohne die niedersächsischen Teile des Nationalparks Harz. Seine Ost- und Südostgrenze ist Teil des Grünen Bandes Deutschland. Er grenzt an den Naturpark Harz/Sachsen-Anhalt etwa im Osten und an den Naturpark Südharz etwa im Südosten, wobei der gesamte Harz Großschutzgebiet ist.
Im Harz und somit im Naturpark, der von artenreicher Flora und Fauna geprägt ist, gibt es ausgedehnte Wälder, teils landwirtschaftlich genutzte Hochflächen, tief eingeschnittene Täler mit wilden Flussläufen und Wasserfällen sowie Stauteiche und Stauseen. Vielerorts gibt es Zeugnisse einer langen Siedlungsgeschichte. Zudem sind Wintersportgebiete vorhanden, und der Harz ist Wandergebiet.
Die höchste Erhebung des Naturparks Harz (Niedersachsen) ist der Wurmberg (971,2 m ü. NHN).